# کاریزیو
کاریزیو (به ایتالیایی: Carisio) یک کومونه در ایتالیا است که در استان ورسلی واقع شده‌است.

## خصوصیات
کاریزیو ۳۰٫۱ کیلومترمربع مساحت و ۹۵۳ نفر جمعیت دارد و ۱۸۳ متر بالاتر از سطح دریا واقع شده‌است.